# Rezervația naturală Olănești
Olănești este o rezervație naturală silvică în raionul Ștefan Vodă, Republica Moldova. Este amplasată la sud-est de satul Olănești, ocolul silvic Ștefan Vodă, Olănești, parcela 23. Are o suprafață de 108 ha. Obiectul este administrat de Gospodăria Silvică de Stat Bender.
Aria naturală protejată Olănești se află pe malul drept al Nistrului, între localitățile Olănești și Crocmaz, raionul Ștefan Vodă. Conține vegetație forestieră (102,7 ha) și praticolă (5,3 ha). În 2012 a fost publicat primul studiu al compoziției fitocenotice a ariei. După origine, sunt evidențiate 2 categorii de arboreturi: natural fundamentale și artificiale. În total au fost identificate 120 de plante vasculare: 14 specii de arbori (plop alb, frasin, ulm, paltin de câmp, jugastru, salcie), 11 de arbuști, 3 specii de liane și 90 de specii de plante ierboase, inclusiv 3 specii de plante rare: Acorus calamus, Glycyrrhiza echinata, Vitis silverstris (ultima inclusă în Cartea Roșie a Republicii Moldova).